# صخلوديات
صُخلوديات (الاسم العلمي: Corbiculidae)، فصيلة حيوانات رخوية من رتبة المحاريات. وتُعرف باسم محاريات السلة اسم الفصيلة يأتي من جذر corbus ("السلة")، واستُلهم من التضليع المتراكز للقواقع.